# 진화 햄
진화 햄(중국어 간체자: 金华火腿, 정체자: 金華火腿, 병음: Jīnhuá huǒtuǐ 진화 훠투이[*])는 중국의 햄이다.

## 역사
당나라 시기부터 진화 햄이 생산되었다.

## 만들기
중화인민공화국 저장성 진화시에서 생산된다. 피부가 얇으며, 머리와 뒷다리가 까맣고 그 사이 부분은 하얀 진화 돼지의 고기로 만드는데, 기온이 −10°C보다 낮을 때 가공을 시작해 8~10개월간의 건조·숙성 과정을 거친다.

## 쓰임새
불도장 등 여러 가지 중국 요리에 쓰인다.

## 같이 보기
- 루가오 햄
- 쉬안웨이 햄
- 안푸 햄